# رون ديرمر
رون ديرمر (بالعبرية: רון דרמר، من مواليد 1971) هو مستشار سياسي إسرائيلي أمريكي المولد والدبلوماسي يشغل حاليا منصب السفير الإسرائيلي في الولايات المتحدة. شغل سابقا منصب المبعوث الاقتصادي لإسرائيل لدى الولايات المتحدة 2005-2008، وهو منصب يتطلب منه أن يتخلى عن الجنسية الأمريكية، وشغل بعد ذلك منصب كبير مستشاري رئيس الوزراء الإسرائيلي الحالي بنيامين نَتِنْ ياهو لمدة أربع سنوات. في 9 تموز2013 ، تم تأكيد «رون ديرمر» من قبل حكومة إسرائيل، سفير إسرائيل لدى الولايات المتحدة، ليحل محل مايكل أورين. وبدأ عمله سفيرا لإسرائيل لدى الولايات المتحدة في أكتوبر 2013.
في حرب غزة السابع من أكتوبر ذكر صاحب كتاب "الحرب" بينما كان أنتوني بلينكن وزير خارجية الولايات المتحدة الأمريكية يزور إسرائيل في 12 من أكتوبر ويتناقش في الغرفة الحربية مع نيتنياهو ومسؤول عن الخطط للمدنيين في غزة كان بلينكن يقول بعدما تحدثوا عن صعوبة الممر الإنساني [تهجير الفلسطينين] إلى مصر قال بلنكين وماذا ستفعلون في هذه الأثناء؟ عليكم أن تجدوا طريقا لإدخال المواد الأساسية
أصر ديرمر على موقفه قائلاً، لن تدعم إسرائيل ذالك ما دام هناك رهائن.

## السيرة الذاتي

### اسنوات المبكر
ولد رون ديرم ونشأ ي مياميبيتش،فلوريدا، هو الابن الاصغر ليافا روزنتال، الذي ولد في فلسطين الانتدابية، وانتقل إلى ولاية فلوريدا مع والديها بعد وقت قصير من اعلان إسرائيل قيام دولتها، وجاي ديرمر، وهو محام من مدينةنيويورك ، حيث أصبح رئيس بلدية ميامي بيتش في أواخر 1960. التحق ديرمر إلى بمدرسة يوم اليهودية. في عام 1984، ظهر له شريط و هو يؤدي طقوس الديانة اليهودية، توفي والده بنوبة قلبية. خدم شقيقه ديفيد ديرمر، وهو ديمقراطي مثل والده، أيضا رئيسا لبلدية ميامي بيتش.

حصل ديرمر على شهادة البكالوريوس في العلوم المالية والإدارية من كلية وارتون في جامعة بنسلفانيا في عام 1993، وعلى شهادة البكالوريوس في الفلسفة والسياسة والاقتصاد (PPE) من جامعة أكسفورد في عام 1996. في عام 1995، في حين كان لا يزال في جامعة أكسفورد، ساعد في تأسيس وإدارة حزب إسرائيل بعالياه سنة 1996 في الحملة الانتخابية للدخول إلى الكنيست برئاسة ناتان شارانسكي. في عام 1996 انتقل ديرمر إلى إسرائيل، وفي عام 1997، .صل على الجنسية الإسرائيلية يوم 9 أغسطس 1998، تزوج من الفنانة عدي بلومبرغ، ابنة رئيس بنك القدس الذين نشأوا في البلدة القديمة في القدس. وترأس حفل الزفاف الحاخام عادين شتاين زالتس توفيت عدي بلومبرغ في فبراير 2000.

## الحياة السياسية
عمل ديرمر كمستشار سياسي لناتان شارانسكي في حملته الإنتخابية عام 1999، و حتى يناير 2001 لمدة ثلاث سنوات تقريبا وكتب عمود «لعبة الأرقام» لصحيفة جيروزاليم بوست. في عام 2004، وقال انه و شارانسكي تشاركا في كتابة الكتاب الأكثر مبيعا في القضية الديمقراطية: قوة الحرية للتغلب على الطغيان والإرهاب، وأيد الشهيرة في ذلك الوقت الولايات المتحدة والرئيس جورج دبليو بوش في عام 2005، في حين خدم بنيامين نَتِنْ ياهو وزيرا للمالية في حكومة ارييل شارون، عين ديرمر مبعوثا اقتصادي في السفارة الإسرائيلية في واشنطن، وهو المنصب الذي كان عليه أن يتخلى عن جنسيته الأمريكية. في عام 2008، بعد عودته إلى إسرائيل أصبح مستشار بنيامين نتنياهو الذي أصبح رئيس وزراء إسرائيل في أبريل 2009. يعتبر ديرمر المستشار الاستراتيجي والأقرب لنتِن ياهو. وفقا لصحيفة جيروزاليم بوست حيث كتبت «يعمل الكثير من لأجل إسرائيل ويتدخل في البيت الأبيض، كما يشارك عن كثب في العملية الدبلوماسية مع الفلسطينيين، [... و] يكتب العديد من خطابات نتِنياهو».

ذكرت صحيفة إسرائيلية ماكور ريشون لفي 28 ديسمبر 2012 أن اسم ديرمر وكان يجري طرح كبديل محتمل لمايكل أورين، السفير الإسرائيلي لدى الولايات المتحدة. ورفض مكتب رئيس الوزراء التعليق على التقرير ودعت سفارة إسرائيل في المتحدث باسم واشنطن التقرير «لا اساس لها». وفي مارس 2013، غادر ديرمر مكتب رئيس الوزراء بعد أربع سنوات منصب كبير مستشاري نتنياهو. في 9 تموز 2013 أعلن مكتب رئيس الوزراء أن ديرمر سيحل محل أورين سفيرا لإسرائيل لدى الولايات المتحدة..
مراقبين إقليميين ومحللين سياسين من واشنطن يرون ان تعيين ديرمر بأنها «مختلطة mixed bag» للعلاقات بين الولايات المتحدة وإسرائيل. وفقا لآري شافيت، ديرمر ههو واحد من عدد قليل من الناس من الذين يثق فيهم رئيس الوزراء نَتِنياهو بما فيه الكفاية لهذا المنصب، ولفهم ديرمر للنظام السياسي الأميركي يعطي نَتِنياهو وسيلة للتنقل من خلال واشنطن بحرية. من ناحية أخرى، قال باراك رابيد، يشبه ديرمر المساعدين الرئيسيين في البيت الأبيض دنيس ماكدونو وبن رودس من أعضاء جماعات الضغط في الكونغرس ضد مواقف الرئيس باراك أوباما.

## الحياة الشخصية
ديرمر تزوج الفنانة عدي بلومبرغ في عام 1998. وبعد ذلك بعامين توفيت عن عمر يناهز ال 29. ديرمر التقى زوجته الحالية رودا باجانو، وهي خريجة كلية الحقوق في جامعة ييل، وأم أولاده، في القدس عندما كانت كاتبة لدى قاضي محكمة العدل العليا في القدس أهارون باراك و هو أستاذ القانون و محاضر في مركز هرتسليا.
لديهم خمسة أطفال، ويعيش في القدس.

## وصلات خارجية
- كينون، هيرب (2 يوليو 2009). "النص الكامل للمقابلة مع رون ديرمر". جيروزاليم بوست. مؤرشف من الأصل في 2011-01-21. {{استشهاد بخبر}}: تحقق من التاريخ في: |تاريخ= (مساعدة)
- بلوم ليبوفيتش، روثي (1 مارس 2007). "واحد بواحد: في الوقت الضائع". جيروزاليم بوست. مؤرشف من الأصل في 2013-02-16. {{استشهاد بخبر}}: تحقق من التاريخ في: |تاريخ= (مساعدة)